# Гребний гвинт

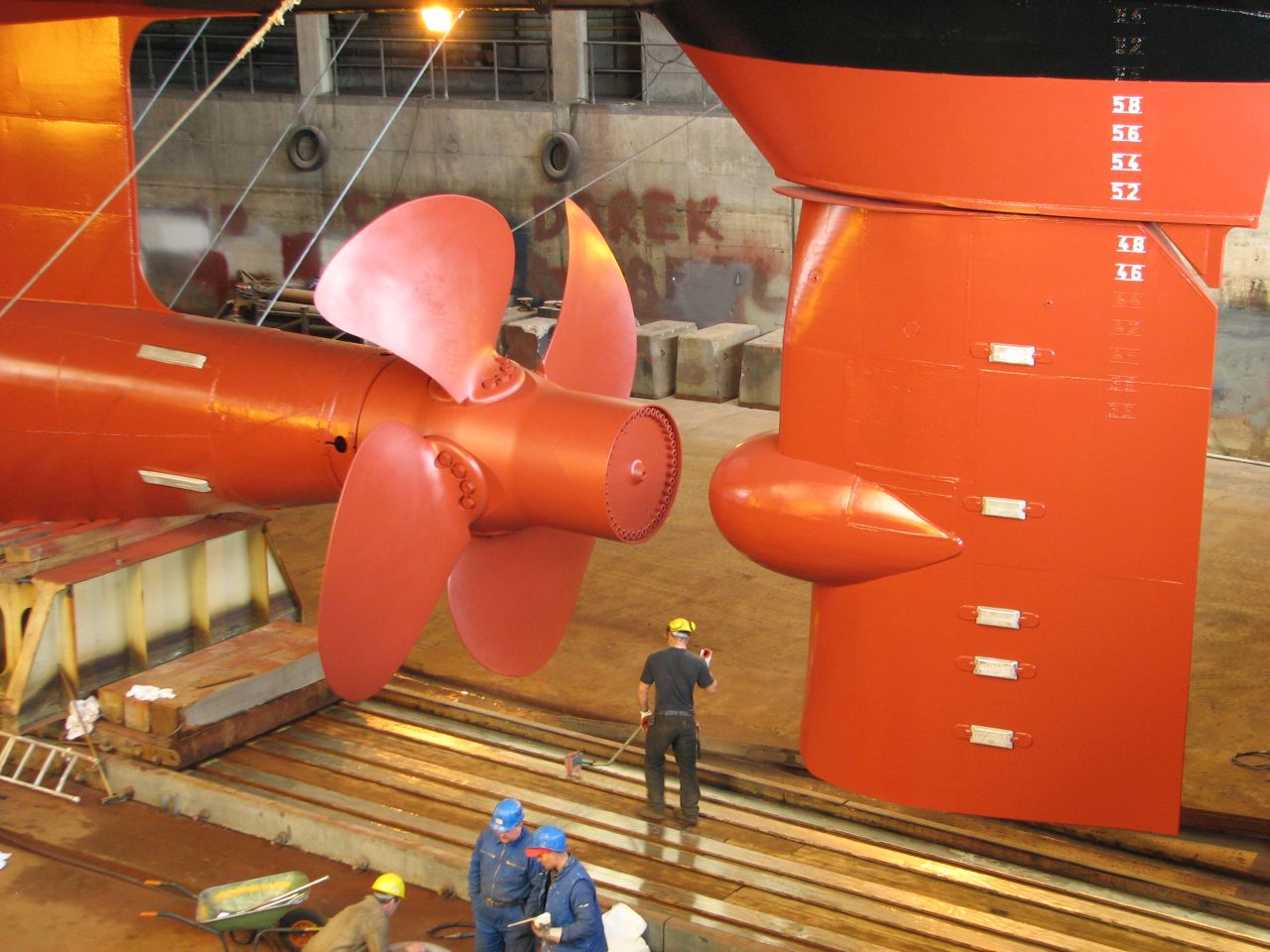
Гребний гвинт сучасного судна

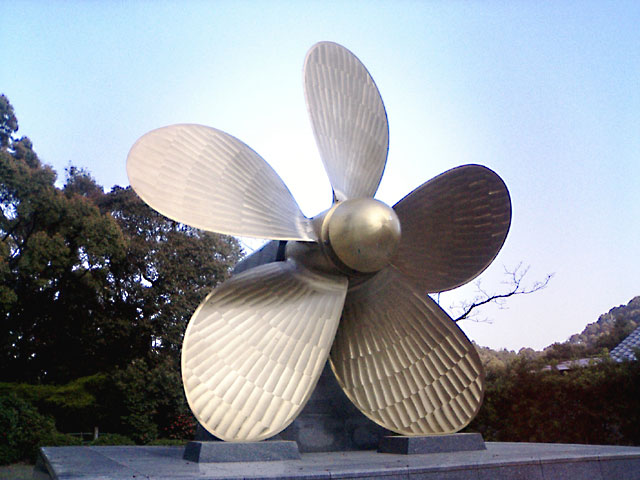
П'ятилопатевий гребний гвинт фіксованого кроку правого обертання

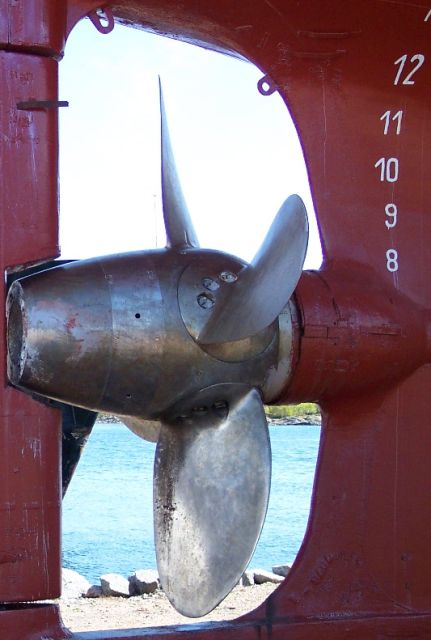
Гребний гвинт регульованого кроку

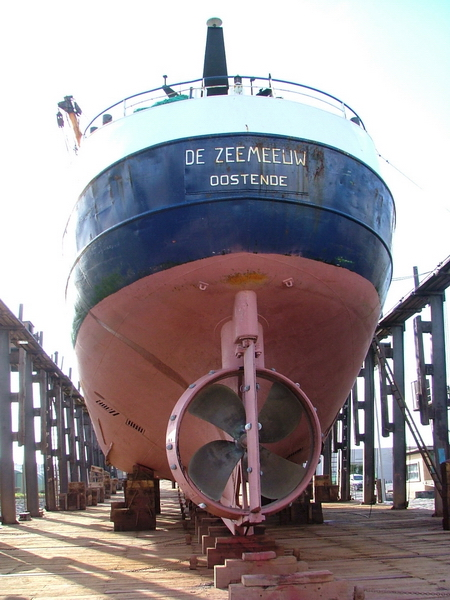
Гребний гвинт у насадці

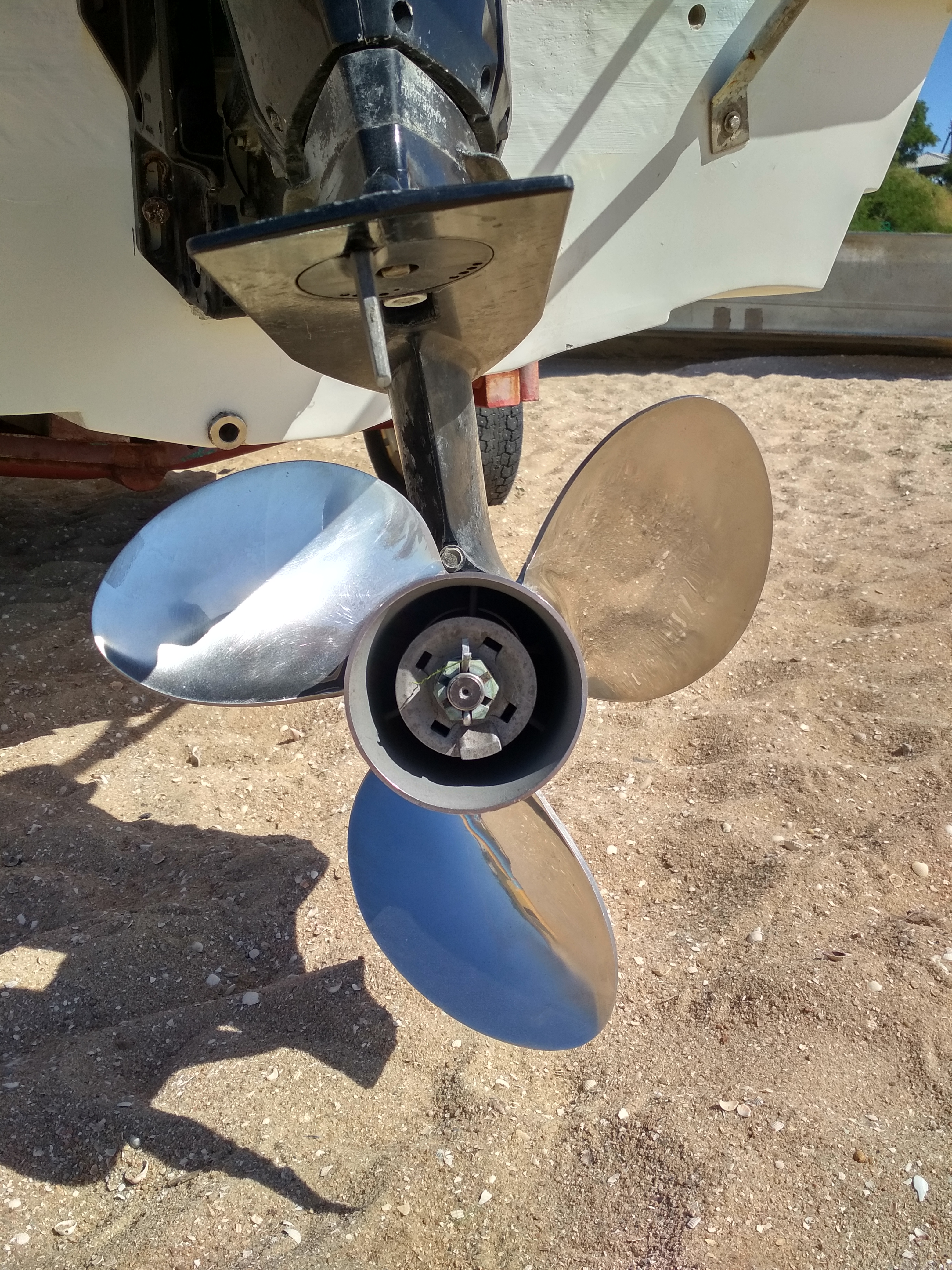
Гребний гвинт моторного човна

Гребни́й гвинт — судновий рушій, який складається з двох або більше лопатей, розміщених радіально на маточині.

## Конструкції
Лопаті закріплюють на маточині або нерухомо (гвинт фіксованого кроку), або забезпечують їх поворот на різні кути (гвинт регульованого кроку).
Гребний гвинт фіксованого кроку — гребний гвинт, лопаті якого нерухомо закріплені на маточині. Гвинти фіксованого кроку виготовляють у вигляді цілісних виливків, а іноді — зі знімними лопатями. Гвинти фіксованого кроку широко використовуються на різних типах морських суден.
Гребний гвинт регульованого кроку — гребний гвинт а плавним або ступінчастим регулюванням кроку за рахунок повороту лопатей. Гвинт регульованого кроку має порожнисту маточину, в гніздах якої закріплюються лопаті, керовані від механізму зміни кроку. Гвинти регульованого кроку використовуються на буксирах, траулерах та інших суднах, що плавають в змінних зовнішніх умовах (буксирування, вільний хід тощо).
Застосовують гребні гвинти правого і лівого обертання, їх розрізняють за загальними правилами: якщо гвинт загвинчується обертанням за годинниковою стрілкою, то він називається гвинтом правого обертання, а якщо проти годинникової стрілки — гвинтом лівого обертання. Для передачі великої потужності використовують багатовальні установки і співвісні гребні гвинти протилежного обертання.
Гребний гвинт у насадці (кільцеве крило) — судновий рушій з пристроєм у вигляді порожнистого циліндра, який концентрично охоплює гребний гвинт з мінімальним зазором між його робочою поверхнею і зовнішніми кромками лопатей і призначений для підвищення ефективності роботи гвинта.
Закріплюється гвинт на кінці гребного вала. Якщо судно має один чи три гвинти, втулка вала (у тригвинтових суден — центрального) проходить через старнпост — передню гілку ахтерштевня.

## Геометричні характеристики гребних гвинтів
Основними геометричними характеристиками гребного гвинта є діаметр, крок гвинта і крокове відношення, площа лопатей, площа диска і дискове відношення.
Діаметр гвинта D відповідає діаметру кола, що проведеного через найвіддаленіші від осі обертання точки лопаті гвинта. Діаметр гвинта великих суден сягає до 6,0 м і більше.
Крок гвинта H — це крок гвинтової поверхні, що описується лопаттю гвинта. Якби гребний гвинт переміщувався як гвинт у твердій гайці, то крок можна було виміряти як відстань, пройдену за один повний оберт.
Крокове відношення H/D обчислюють як відношення кроку гвинта до його діаметра.
Площа лопатей A включає площу спрямленої (розгорнутої на площину) поверхні всіх лопатей гвинта.
Площа диска гвинта Ad характеризується площею, що утворюється при обертанні гвинта і обчислюють як площу круга Ad = πD²/4.
Дискове відношення θ це відношення площі лопатей до площі диска гвинта θ = A/Ad.

## Конструктивні особливості
Розміри маточини у гвинтів фіксованого кроку порівняно невеликі, так що відношення діаметра маточини до діаметра гвинта становить 0,2. У гвинтів регульованого кроку маточина є більшою, оскільки в ній розташований механізм зміни кроку.
Число лопатей гребного гвинта у звичайних морських суден становить 3 — 4. У швидкохідних суден може бути 5 — 6 лопатей і більше. Перетин лопаті циліндром, що співвісний з гребним гвинтом дає профіль лопаті. Для гребних гвинтів застосовують сегментні і авіаційні профілі перерізу лопатей. Сторону лопаті, звернену до напрямку руху (у носову частину судна), називають засмоктувальною, а протилежну, по якій утворюється гвинтова поверхня — нагнітальною. Нижня частина лопаті, що сполучає її із маточиною, називається коренем лопаті; верхня частина — вершиною або кінцем. Боковий край лопаті, що обернений у бік обертання гвинта, називають вхідним, а протилежний — вихідним.
Крокове відношення гребних гвинтів змінюється в межах 0,6 — 2,0, а дискове відношення — від 0,3 до 1,2 (у транспортних суден 0,35…0,85).

## Принцип роботи
При обертанні гвинта його лопаті відкидають маси води в одну зі сторін. Реакція цієї води сприймається нагнітаючою поверхнею лопаті, що створює упор гвинта, який через маточину і гребний вал передається на упорний підшипник, перетворюючись в силу, котра рухає судно
Потужність, що розвивається гвинтом, може становити від частки кіловата до десятків мегават, відповідно частота обертання лежить в діапазоні від 2000 об/хв. для малих гвинтів до 60 об/хв. для великих. ККД хороших гвинтів може досягати 80 %, однак на практиці досить важко оптимізувати всі основні параметри, тому на малих суднах ККД зазвичай становить близько 45 %. Максимальний ККД досягається при відносному ковзанні (відношення швидкості руху судна до швидкості переміщення рушія) 10…30 % і швидко зменшується до нуля при роботі гвинта як в режимі швартування, так і при великих обертах.

## Боротьба з кавітацією

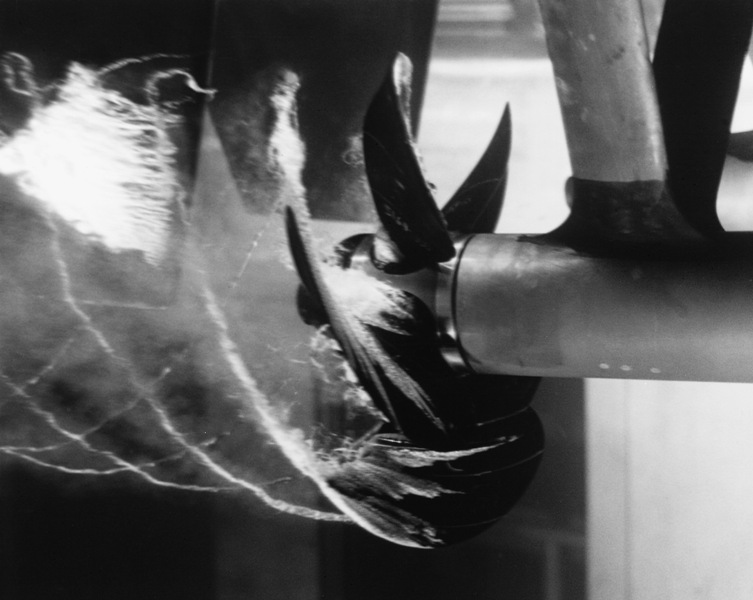
Кавітаційні явища при роботі гребного гвинта

Одне з негативних явищ, що пов'язане з роботою гребних гвинтів, полягає у виникненні кавітації, тобто порушенні суцільності потоку води через закипання її та газовиділення при нормальній температурі. Вперше з явищем кавітації суднобудівники зіткнулися при створенні швидкісних суден. Внаслідок швидкої конденсації газових бульбашок спостерігається руйнування поверхонь лопатей. Це явище називають кавітаційною ерозією (корозією) або кавітаційним зношуванням.
При подальшому збільшенні частоти обертання гребного гвинта зона кавітації розширюється і тиск у ній падає. Конденсація пари відбувається за межами лопаті, кавітаційна ерозія припиняється, але робота гвинта різко погіршується: гвинт як би прослизає в «газовому мішку». При цьому втрачається упор, зменшуються ККД і значення гідродинамічних характеристик.
Для боротьби з кавітацією елементи гребних гвинтів вибирають таким чином, щоб уникнути кавітації. Якщо це не вдається, то застосовують двовальні і багатовальні конструкції. Іноді, навпаки, прагнуть не уникати кавітації, а боротися з нею шляхом інтенсифікації процесу, використовуючи режим суперкавітації.
Оскільки перша стадія кавітації руйнує метал гвинта, а друга погіршує ККД, для швидкохідних суден використовують гвинти, пристосовані до роботи в режимі суперкавітації. Такі гвинти мають гостру передню (засмоктувальну) крайку та увігнуту нагнітальну і мають на 15-20 % більший ККД. Суперкавітаційні гребні гвинти розвивають до 3000 об/хв. Це дозволяє використовувати у приводі пряму передачу, що спрощує енергетичну установку та зменшує її масу.

## Підвищення ефективності гребних гвинтів
Для підвищення ефективності гребних гвинтів використовують різні пристрої, що дозволяють зменшити втрати потужності за рахунок спеціального напрямного апарата (обтічне кермо, виконане у вигляді контргвинта, напрямна насадка, грушоподібне потовщення на пері керма, тунельна корма на судах з малою посадкою тощо).